# لوکا ریگونی
لوکا ریگونی (انگلیسی: Luca Rigoni؛ زادهٔ ۷ دسامبر ۱۹۸۴) بازیکن فوتبال اهل ایتالیا است.
از باشگاه‌هایی که در آن بازی کرده‌است می‌توان به باشگاه فوتبال رجینا، باشگاه فوتبال پارما، باشگاه فوتبال کیه‌وو ورونا، باشگاه فوتبال پیاچنزا، باشگاه فوتبال جنوآ، باشگاه فوتبال ویچنزا، و باشگاه فوتبال پالرمو اشاره کرد.
وی همچنین در تیم ملی فوتبال زیر ۲۰ سال ایتالیا بازی کرده‌است.